# Св. св. Теодор Тирон и Теодор Стратилат (Сяр)
„Св. св. Теодор Тирон и Теодор Стратилат“ (на гръцки: Αγίων Θεοδώρων Τήρωνος και Στρατηλάτου, Агион Теодорон Тиронос ке Стратилату) е средновековна православна църква в град Сяр (Серес), Егейска Македония, Гърция.

## Архитектура
Църквата е разположена в центъра на града и е бившата катедрала на Сярската митрополия. Представлява голяма правоъгълна базилика с вътрешни размери 15,60 на 24 метра, разделена на две части пронаос и наос. Вътрешността е разделена на три кораба с два реда колони.

## История
Първоначалната сграда е вероятно от VI век.
Следите от многократните обновявания са видни. Надписът в църквата „ΙΕΡΟC Ο ΦΙΛΙΠΠΟC ΜΗΤΡΟΠΟΛΙΤΗC ΤΟΝ CΙΚΟΝ ΕΔΟΜΗ [CΑΤΟ ΚΛΗCΕΙ ΘΕΟΔΩΡΟΥ ΜΑΡΤΥΡΟC ΤΟΥ ΚΑΛΛΙΝΙΚΟ[Υ]“ със споменаването на един мъченик Теодор, показва освещаване на храма в XI или първата третина на XII век, тъй като от края на IX век светецът в православната църква получава две лица - Теодор Тирон и Теодор Стратилат. Първоначално е базилика с трансепт, която претърпява преобразувания при император Василий ΙΙ - светилището получава арки, шест цветни колони поддържат оловния покрив и същевременно разделят храма на три кораба. Вероятно църквата пострадва при превземането на Сяр от цар Калоян в 1205 година. В 1221 година градът е завладян от Теодор Комнин, който обогатява храма с красиви мозайки. В 1255 година Теодор II Ласкарис обковава иконите в храма със сребро, заради помощта на светците за отвоюването на падналия в 1254 година в български ръце Мелник. Декорацията на храма е пищна, описана от Йоан Педиасим – мраморната преграда на олтара, владишкият трон, разделителните зелени колони, мозайките колоните на олтарния вход и т.н.
В храма има ценни съдове, икона на Кира Мария с Богородица, позлатен кръст, днес в Националния исторически музей в България, позлатените черепи на Теодор Тирон и Теодор Стратилат, мечовете им, костеният жезъл на патриарх Генадий Схоларий.
През 1571 г. храмът е ограбен от турците и е претърпява големи щети. В 1602 година митрополит Теофан Флорас изгражда западната стена, която днес е начало на нартекса, както и женската църква, както пише в своята Сярска хроника Синодин Попсидеров. В същата година, в съзвучие с тенденцията на подмяна на мраморните иконостаси с дървени, е заменен и този в сярската митрополия. Новият иконостас за да интегрира органически в олтарното пространство диаконикона и протезиса, без стълбовете на мраморния иконостас, е на основи преди триумфалната арка и обхваща пространството, където са иконите на Христос Благославящ и Богородица Понолитрия са махнати от местата си и до 1868 година няма икона на Христос в целия храм, а икона на Богородица има само на западната стена.
В 1725 година е изписана южната стена на храма при митрополит Стефан Серски.
В 1845 година руският славист Виктор Григорович посещава града и пише в „Очерк путешествия по Европейской Турции“, че храмът макар и подновен, носи следи от дълбока древност. В него са запазени 6 колони от зелен мрамор и няколко камъка с изображения и гръцки надписи. Григорович не намира тук стари гръцки и сръбски документи за които имал предварителни сведения.
Църквата пострадва от големия пожар обхванал Сяр през 1849 година, при който частично е унищожена мозаечната композиция Апостолски събор. В 1868 година митрополит Неофит Серски на мястото на чешмата, която преди пожара от 1849 година е разположена в южния двор и се използва за символично измиване на вярващите, построява камбанарията, като вгражда в нея иконата на Христос Благославящ. Вътрешността е осветена от три сребърни полилеи – един с тридесет и три свещи в три реда в центъра на наоса, вторият с девет свещи пред царските двери и третият с тридесет свещи веднага след главния вход на наоса.
В 1891 година Георги Стрезов пише за църквата:
| „ | Катедралната църква — тук всякой знае това — е старина, съградена също тъй от Душана. В Св. Тодор има стълбове от излян камък (сомаки) и украшения от мозайка. Разправяли ми са, че преди двайсетина години гръцкият владика повикал един зидар дебрянин да направи някои поправки в алтаря. Накарали го да преобърне една каменна плоча, постлана със словянски надпис. Майсторът това познал, защото прочитал някои букви. | “ |

Любопитни са сведенията за храма на Атанас Шопов, публикувани през 1893 година:
| „ | Сярската гърцка катедрална църква, която е една от най-старите, доскоро е имала връз една от стените си отвънка славянски надписи, писани с керпичи във време съзижданието на църквата; тия надписи сега са заличени. | “ |

На 28 юни 1913 година храмът пострадва от изтеглящите се български войски по време на Междусъюзническата война. В началото на 1917 година българските окупационни власти свалят иконата на Богородица Понолитрия и я отнасят в България.
Възстановителните работи по църквата започват в 1938 година, ръководени от Анастасиос Орландос, и завършват в 1959 година при Евстатиос Стикас. В 1983 година храмът е отново ремонтиран, а в 2008 година е възстановена в оригиналния си вид мозайката Апостолски събор в конхата на светилището.
В 1962 и отново в 1973 година църквата е обявена за защитен паметник на културата.